# عملية الحصاد الأساسي
تم إطلاق عملية الحصاد الأساسي (أو حصاد فرق العمل) رسميًا في 22 أغسطس 2001 من قبل منظمة حلف شمال الأطلسي ، وبدأت فعليًا في 27 أغسطس. ولأن المساهمات الوطنية كانت أكبر من المتوقع، فقد نمت القوة في النهاية إلى حوالي 4800 جندي.

## خلفية
«على الرغم من أن فرنسا  عضو في هيكل القيادة المتكاملة في منظمة حلف شمال الأطلسي، وقال الرئيس جاك شيراك التسول لإعادة الاندماج في الهيكل العسكري للتحالف من أجل السماح لمشاركة فرنسا في العمليات المشتركة في البوسنة تحت قيادة حلف شمال الاطلسي .... في 12 يونيو اقتراح جاك شيراك للتعاون العسكري مع الوحدات الألمانية في إطار حلف شمال الأطلسي ما أكده غيرهارد شرودر ووضعها في مكان من قبل وزراء دفاع خارجية البلدين يوم 5 يوليو تعاونت كل من البلدان في حلف شمال الاطلسي علي عملية الحصاد الأساسي، ووضعت شركتان فرنسيتان وأسبانيتان تحت القيادة الفرنسية الشاملة».

## معركة تيتوفو
وقعت معركة تيتوفو في بداية يناير 2001 و تشارك أيضا حلف شمال الاطلسي والجيوش المقدونية لنزع سلاح المتمردين الالبان الذين احتلوا عددا من المدن والبلدات والقرى في جمهورية مقدونيا. استمرت هذه المعركة حتى نوفمبر 2001.